# Plato de Honor de la Luftwaffe

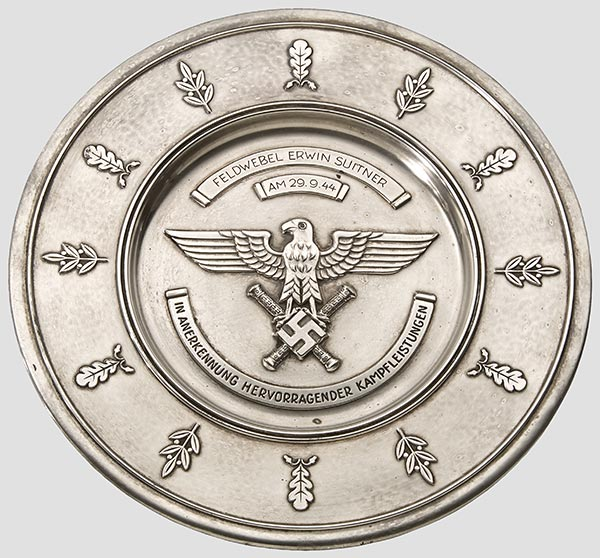
Plato de Honor por Méritos Distinguidos en Campaña

El Plato de Honor por Méritos Distinguidos en Campaña de la Luftwaffe fue una condecoración entregada en la Alemania nazi durante la Segunda Guerra Mundial.
Fue establecido el 15 de junio de 1942 por el Reichsminister de Aviación y Comandante supremo de la Luftwaffe, Hermann Göring, para miembros de las unidades de campo de la Luftwaffe como contraparte de la Copa de Honor por logros especiales en la guerra aérea. Se entregaron alrededor de 50 unidades, aunque se desconoce el número exacto. Después del 10 de diciembre de 1944, la condecoración dejó de otorgarse y fue reemplazada por el Broche de la Lista de Honor de la Luftwaffe.
El plato tiene un diámetro de 280 mm y un peso de 408 gramos. Las cintas que aparecen en la parte superior, vienen con el nombre del destinatario y la fecha del premio están grabadas a mano.